# Hrabstwo Franklin (Ohio)
Hrabstwo Franklin (ang. Franklin County) – hrabstwo w Stanach Zjednoczonych, w stanie Ohio. Według danych z 2010 roku hrabstwo miało 1 163 478 mieszkańców.

## Geografia
Według United States Census Bureau, całkowita powierzchnia hrabstwa wynosi 1407 km². 1398 km² zajmuje ląd i 9 km² (0,63%) zajmuje woda.

### Sąsiednie hrabstwa
- hrabstwo Delaware (północ)
- hrabstwo Licking (północny wschód)
- hrabstwo Fairfield (południowy wschód)
- hrabstwo Pickaway (południe)
- hrabstwo Madison (zachód)
- hrabstwo Union (północny zachód)

### Miasta
- Bexley
- Canal Winchester
- Columbus
- Dublin
- Gahanna
- Grandview Heights
- Grove City
- Groveport
- Hilliard
- New Albany
- Pickerington
- Reynoldsburg
- Upper Arlington
- Westerville
- Whitehall
- Worthington

### Wioski
- Brice
- Harrisburg
- Lockbourne
- Marble Cliff
- Minerva Park
- Obetz
- Riverlea
- Urbancrest
- Valleyview

### CDP
- Blacklick Estates
- Darbydale
- Huber Ridge
- Lake Darby
- Lincoln Village